# Giải vô địch bóng đá U-16 thế giới 1985
Giải vô địch bóng đá U-16 thế giới 1985 là giải đấu lần đầu tiên được tổ chức tại các thành phố Bắc Kinh, Thượng Hải, Thiên Tân và Đại Liên của Trung Quốc từ ngày 31 tháng 7 đến ngày 11 tháng 8 năm 1985. Các cầu thủ sinh sau ngày 1 tháng 8 năm 1968 đủ điều kiện tham gia giải đấu này. Tổng số khán giả theo dõi giải cao kỷ lục với 1,230,976 người. Giải vô địch bóng đá U-17 thế giới 2017 đã vượt qua con số này với số lượng khán giả kỷ lục là 1.347.133 người.

## Địa điểm
| Bắc Kinh                            | Đại Liên              | Thượng Hải             | Thiên Tân               |
| ----------------------------------- | --------------------- | ---------------------- | ----------------------- |
| Sân vận động Công nhân              | Sân vận động Nhân dân | Sân vận động Hồng Khẩu | Sân vận động Mẫn Nguyên |
| Sức chứa: 80,000                    | Sức chứa: 40,000      | Sức chứa: 32,220       | Sức chứa: 18,000        |
|                                     |                       |                        |                         |
| Bắc KinhĐại LiênThượng HảiThiên Tân |                       |                        |                         |

## Các đội tuyển vượt qua vòng loại
| Liên đoàn                           | Giải đấu loại                                                      | Đội tuyển                         |
| ----------------------------------- | ------------------------------------------------------------------ | --------------------------------- |
| AFC (châu Á)                        | Chủ nhà                                                            | Trung Quốc                        |
| AFC (châu Á)                        | Giải vô địch bóng đá U-16 châu Á 1985                              | Qatar · Ả Rập Xê Út               |
| CAF (châu Phi)                      | Vòng loại Giải vô địch bóng đá U-16 thế giới 1985 khu vực châu Phi | Cộng hòa Congo · Guinée · Nigeria |
| CONCACAF (Bắc, Trung Mỹ và Caribbe) | Giải vô địch bóng đá U-17 CONCACAF 1985                            | Costa Rica · México               |
| CONCACAF (Bắc, Trung Mỹ và Caribbe) | Giải vô địch bóng đá U-17 CONCACAF 1983                            | Hoa Kỳ                            |
| CONMEBOL (Nam Mỹ)                   | Giải vô địch bóng đá U-16 Nam Mỹ 1985                              | Argentina · Brasil                |
| CONMEBOL (Nam Mỹ)                   | Khách mời                                                          | Bolivia                           |
| OFC (châu Đại Dương)                | Giải vô địch bóng đá U-17 châu Đại Dương 1983                      | Úc                                |
| UEFA (châu Âu)                      | Giải vô địch bóng đá U-16 châu Âu 1982                             | Ý                                 |
| UEFA (châu Âu)                      | Giải vô địch bóng đá U-16 châu Âu 1984                             | Tây Đức                           |
| UEFA (châu Âu)                      | Khách mời                                                          | Hungary                           |

## Đội hình
Danh sách đội hình, xem Danh sách cầu thủ tham dự giải vô địch bóng đá U-16 thế giới 1985.

## Trọng tài
| Châu Á - Fallaj Al-Shanar - Chen Shengcai - Cui Baoyin - Zhang Daqiao - Hassan Abdullah Al Mullah Châu Phi - Simon Bantsimba - Karim Camara - Alhati Salahudeen CONCACAF - Carlos Alfaro - Angelo Bratsis - Joaquin Urrea Reyes | Nam Mỹ - Arnaldo Cézar Coelho - Carlos Espósito - Juan Ortube Châu Âu - Miklós Nagy - Claudio Pieri - Karl-Heinz Tritschler Châu Đại Dương - Chris Bambridge |

## Vòng bảng

### Bảng A
| VT | Đội            | ST | T | H | B | BT | BB | HS | Đ | Giành quyền tham dự     |
| -- | -------------- | -- | - | - | - | -- | -- | -- | - | ----------------------- |
| 1  | Trung Quốc (H) | 3  | 2 | 1 | 0 | 6  | 3  | +3 | 5 | Vòng đấu loại trực tiếp |
| 2  | Guinée         | 3  | 2 | 0 | 1 | 5  | 2  | +3 | 4 | Vòng đấu loại trực tiếp |
| 3  | Hoa Kỳ         | 3  | 1 | 0 | 2 | 3  | 5  | −2 | 2 |                         |
| 4  | Bolivia        | 3  | 0 | 1 | 2 | 2  | 6  | −4 | 1 |                         |

{{football box
| date = 31 tháng 7 năm 1985 
 19:00
| team1 = Trung Quốc 
| score = 1–1
| team2 =  Bolivia
| goals1 = Xie Yuxin  28' (pen.)
| goals2 = Sánchez  13'
| stadium = Sân vận động Công nhân, Bắc Kinh
| attendance = 80,000
| referee = Miklos Nagy ([[Liên đoàn bóng đá Hungary|Hungary)
| report = Chi tiết
}}
| Guinée    | 1–0      | Hoa Kỳ |
| --------- | -------- | ------ |
| Koita 68' | Chi tiết |        |

| Trung Quốc                            | 2–1      | Guinée    |
| ------------------------------------- | -------- | --------- |
| Xie Yuxin 18' (pen.) · Guo Zhuang 27' | Chi tiết | Sylla 42' |

| Bolivia        | 1–2      | Hoa Kỳ                  |
| -------------- | -------- | ----------------------- |
| Etcheverry 31' | Chi tiết | McPhail 51' · Pride 64' |

| Trung Quốc                                        | 3–1      | Hoa Kỳ    |
| ------------------------------------------------- | -------- | --------- |
| Cao Xiandong 20' · Guo Zhuang 22' · Sun Bowei 25' | Chi tiết | Pride 75' |

| Bolivia | 0–3      | Guinée                             |
| ------- | -------- | ---------------------------------- |
|         | Chi tiết | Soumah 32' · Toure 37' · Koita 55' |

### Bảng B
| VT | Đội            | ST | T | H | B | BT | BB | HS | Đ | Giành quyền tham dự     |
| -- | -------------- | -- | - | - | - | -- | -- | -- | - | ----------------------- |
| 1  | Úc             | 3  | 3 | 0 | 0 | 4  | 1  | +3 | 6 | Vòng đấu loại trực tiếp |
| 2  | Tây Đức        | 3  | 1 | 1 | 1 | 5  | 3  | +2 | 3 | Vòng đấu loại trực tiếp |
| 3  | Argentina      | 3  | 1 | 1 | 1 | 5  | 4  | +1 | 3 |                         |
| 4  | Cộng hòa Congo | 3  | 0 | 0 | 3 | 4  | 10 | −6 | 0 |                         |

| Úc        | 1–0      | Argentina |
| --------- | -------- | --------- |
| Naven 28' | Chi tiết |           |

| Cộng hòa Congo | 1–4      | Tây Đức                                        |
| -------------- | -------- | ---------------------------------------------- |
| Kakou 73'      | Chi tiết | Mirwald 21' · Witeczek 38', 65' · Dammeier 56' |

| Úc                        | 2–1      | Cộng hòa Congo |
| ------------------------- | -------- | -------------- |
| Trimboli 19' · Thodis 42' | Chi tiết | Kakou 76'      |

| Argentina   | 1–1      | Tây Đức     |
| ----------- | -------- | ----------- |
| Cáceres 16' | Chi tiết | Gabriel 15' |

| Úc           | 1–0      | Tây Đức |
| ------------ | -------- | ------- |
| Trimboli 12' | Chi tiết |         |

| Argentina                                           | 4–2      | Cộng hòa Congo                 |
| --------------------------------------------------- | -------- | ------------------------------ |
| Maradona 23' (pen.), 24' · Frutos 38' · Álvarez 63' | Chi tiết | Salles 46' · Mantot 60' (pen.) |

### Bảng C
| VT | Đội         | ST | T | H | B | BT | BB | HS | Đ | Giành quyền tham dự     |
| -- | ----------- | -- | - | - | - | -- | -- | -- | - | ----------------------- |
| 1  | Ả Rập Xê Út | 3  | 2 | 1 | 0 | 7  | 2  | +5 | 5 | Vòng đấu loại trực tiếp |
| 2  | Nigeria     | 3  | 2 | 1 | 0 | 4  | 0  | +4 | 5 | Vòng đấu loại trực tiếp |
| 3  | Ý           | 3  | 1 | 0 | 2 | 3  | 4  | −1 | 2 |                         |
| 4  | Costa Rica  | 3  | 0 | 0 | 3 | 1  | 9  | −8 | 0 |                         |

| Ả Rập Xê Út                                                   | 4–1      | Costa Rica  |
| ------------------------------------------------------------- | -------- | ----------- |
| Al Dosary 25' · Al Suraiti 63' · Al Razgan 66' · Al Fahad 68' | Chi tiết | Medford 12' |

| Nigeria   | 1–0      | Ý |
| --------- | -------- | - |
| Momoh 67' | Chi tiết |   |

| Ả Rập Xê Út | 0–0      | Nigeria |
| ----------- | -------- | ------- |
|             | Chi tiết |         |

| Costa Rica | 0–2      | Ý                            |
| ---------- | -------- | ---------------------------- |
|            | Chi tiết | Caverzan 17' · Bresciani 46' |

| Ả Rập Xê Út                               | 3–1      | Ý             |
| ----------------------------------------- | -------- | ------------- |
| Al Boushal 4', 61' · Al Razgan 78' (pen.) | Chi tiết | Bresciani 37' |

| Costa Rica | 0–3      | Nigeria                                  |
| ---------- | -------- | ---------------------------------------- |
|            | Chi tiết | Igbinoba 62' · Momoh 70' · Babatunde 72' |

### Bảng D
| VT | Đội     | ST | T | H | B | BT | BB | HS | Đ | Giành quyền tham dự     |
| -- | ------- | -- | - | - | - | -- | -- | -- | - | ----------------------- |
| 1  | Hungary | 3  | 2 | 1 | 0 | 4  | 0  | +4 | 5 | Vòng đấu loại trực tiếp |
| 2  | Brasil  | 3  | 2 | 0 | 1 | 4  | 2  | +2 | 4 | Vòng đấu loại trực tiếp |
| 3  | México  | 3  | 1 | 1 | 1 | 3  | 3  | 0  | 3 |                         |
| 4  | Qatar   | 3  | 0 | 0 | 3 | 2  | 8  | −6 | 0 |                         |

| Qatar          | 1–2      | Brasil                    |
| -------------- | -------- | ------------------------- |
| Al Abdulla 50' | Chi tiết | Bismarck 9' · William 58' |

| México | 0–0      | Hungary |
| ------ | -------- | ------- |
|        | Chi tiết |         |

| Qatar                  | 1–3      | México                               |
| ---------------------- | -------- | ------------------------------------ |
| Al Mohannadi 5' (pen.) | Chi tiết | Cortes 36' · Ledesma 52', 77' (pen.) |

| Brasil | 0–1      | Hungary   |
| ------ | -------- | --------- |
|        | Chi tiết | Kanál 55' |

| Qatar | 0–3      | Hungary                           |
| ----- | -------- | --------------------------------- |
|       | Chi tiết | Huszák 9' · Marik 38' · Kanál 80' |

| Brasil                     | 2–0      | México |
| -------------------------- | -------- | ------ |
| William 60' · Mauricio 67' | Chi tiết |        |

## Vòng đấu loại trực tiếp
|  | Tứ kết                 | Tứ kết                 |                       |       | Bán kết       | Bán kết       |  |  | Chung kết | Chung kết |
|  |                        |                        |                       |       |               |               |  |  |           |           |
|  | 7 tháng 8 – Bắc Kinh   |                        |                       |       |               |               |  |  |           |           |
|  |                        |                        |                       |       |               |               |  |  |           |           |
|  | Trung Quốc             | 2                      |                       |       |               |               |  |  |           |           |
|  | Trung Quốc             | 2                      | 9 tháng 8 – Bắc Kinh  |       |               |               |  |  |           |           |
|  | Tây Đức                | 4                      |                       |       |               |               |  |  |           |           |
|  | Tây Đức                | 4                      | Tây Đức               | 4     |               |               |  |  |           |           |
|  | 7 tháng 8 – Đại Liên   |                        | Tây Đức               | 4     |               |               |  |  |           |           |
|  |                        | Brasil                 | 3                     |       |               |               |  |  |           |           |
|  | Ả Rập Xê Út            | Brasil                 | 3                     | 1     |               |               |  |  |           |           |
|  | Ả Rập Xê Út            |                        | 11 tháng 8 – Bắc Kinh | 1     |               |               |  |  |           |           |
|  | Brasil                 | 2                      |                       |       |               |               |  |  |           |           |
|  | Brasil                 | 2                      | Tây Đức               | 0     |               |               |  |  |           |           |
|  | 7 tháng 8 – Thiên Tân  |                        | Tây Đức               | 0     |               |               |  |  |           |           |
|  |                        | Nigeria                | 2                     |       |               |               |  |  |           |           |
|  | Úc                     | Nigeria                | 2                     | 0 (2) |               |               |  |  |           |           |
|  | Úc                     | 9 tháng 8 – Thượng Hải |                       | 0 (2) |               |               |  |  |           |           |
|  | Guinée (pen.)          | 0 (4)                  |                       |       |               |               |  |  |           |           |
|  | Guinée (pen.)          | 0 (4)                  | Nigeria (pen.)        | 1 (4) |               |               |  |  |           |           |
|  | 7 tháng 8 – Thượng Hải |                        | Nigeria (pen.)        | 1 (4) |               |               |  |  |           |           |
|  |                        | Guinée                 | 1 (2)                 |       | Tranh hạng ba | Tranh hạng ba |  |  |           |           |
|  | Hungary                | Guinée                 | 1 (2)                 | 1     | Tranh hạng ba | Tranh hạng ba |  |  |           |           |
|  | Hungary                |                        | 11 tháng 8 – Bắc Kinh | 1     |               |               |  |  |           |           |
|  | Nigeria                | 3                      |                       |       |               |               |  |  |           |           |
|  | Nigeria                | 3                      | Brasil                | 4     |               |               |  |  |           |           |
|  |                        |                        |                       |       |               |               |  |  |           |           |
|  | Guinée                 | 1                      |                       |       |               |               |  |  |           |           |
|  | Guinée                 | 1                      |                       |       |               |               |  |  |           |           |

### Tứ kết
| Trung Quốc                        | 2–4      | Tây Đức                                      |
| --------------------------------- | -------- | -------------------------------------------- |
| Guo Zhuang 14' · Tu Shengqiao 39' | Chi tiết | Witeczek 10', 37', 45' · Bi Sheng 35' (o.g.) |

| Úc | 0–0 (s.h.p.) (8–9 pen.) | Guinée |
| -- | ----------------------- | ------ |
|    | Chi tiết                |        |

| Ả Rập Xê Út          | 1–2      | Brasil                  |
| -------------------- | -------- | ----------------------- |
| Al Razgan 52' (pen.) | Chi tiết | William 38', 49' (pen.) |

| Hungary  | 1–3      | Nigeria                       |
| -------- | -------- | ----------------------------- |
| Marik 2' | Chi tiết | Momoh 17', 58' · Igbinoba 60' |

### Bán kết
| Tây Đức                                | 4–3      | Brasil                                       |
| -------------------------------------- | -------- | -------------------------------------------- |
| Witeczek 15', 57', 66' · Konerding 47' | Chi tiết | Bismarck 6' · Andre Cruz 37' · Rodrigues 70' |

| Nigeria   | 1–1 (s.h.p.) (4–2 pen.) | Úc         |
| --------- | ----------------------- | ---------- |
| Atere 10' | Chi tiết                | Soumah 20' |

### Tranh hạng ba
| Brasil                                                  | 4–1      | Úc        |
| ------------------------------------------------------- | -------- | --------- |
| Marques 11' · Mauricio 42' · William 51' · Bismarck 73' | Chi tiết | Sylla 65' |

### Chung kết
| Tây Đức | 0–2      | Nigeria                     |
| ------- | -------- | --------------------------- |
|         | Chi tiết | Akpoborie 4' · Igbinoba 79' |

## Vô địch
| Giải vô địch bóng đá U-16 thế giới 1985 |
| --------------------------------------- |
| · Nigeria · Lần thứ 1                   |

## Cầu thủ ghi bàn
Marcel Witeczek của Tây Đức đã giành giải thưởng Chiếc giày vàng khi ghi được 8 bàn thắng. Tổng cộng có 91 bàn thắng được ghi bởi 56 cầu thủ khác nhau trong đó chỉ có một bàn phản lưới nhà.
8 bàn
- Marcel Witeczek

5 bàn
- William

4 bàn
- Billa Momoh

3 bàn
- Bismarck Barreto Faria
- Guo Zhuang
- Victor Igbinoba
- Abdulaziz Al Razgan

2 bàn
| - Hugo Maradona - Paul Trimboli - Mauricio - Xie Yuxin - Herve Kakou | - Mohamed Soumah - Mohamed Sylla - Salifou Koita - László Marik - Zoltán Kanál | - Giorgio Bresciani - Elias Ledesma - Boushal Al Boushal - Curtis Pride |

1 bàn
| - Diego Alvarez - Fernando Caceres - Lorenzo Frutos - Craig Naven - Stan Thodis - Erwin Sánchez - Marco Etcheverry - Andre Cruz - Marques - Natalino Rodrigues Antunes - Cao Xiandong | - Sun Bowei - Tu Shengqiao - Eric Mantot - Etienne Salles - Hernán Medford - Lamine Toure - Zsolt Huszák - Andrea Caverzan - Francisco Cortes - Fatai Atere - Jonathan Akpoborie | - Joseph Babatunde - Adel Al Abdulla - Saleh Al Mohannadi - Adel Al Dosary - Nasser Al Fahad - Saadoun Al Suraiti - Larry McPhail - Detlev Dammeier - Dirk Konerding - Helmut Gabriel - Klaus Mirwald |

Bàn phản lưới nhà
- Bi Sheng (trong trận gặp Tây Đức)

## Bảng xếp hạng giải đấu
| VT                  | Đội            | ST | T | H | B | BT | BB | HS | Đ  |
| ------------------- | -------------- | -- | - | - | - | -- | -- | -- | -- |
| 1                   | Nigeria        | 6  | 4 | 2 | 0 | 10 | 2  | +8 | 10 |
| 2                   | Tây Đức        | 6  | 3 | 1 | 2 | 13 | 10 | +3 | 7  |
| 3                   | Brasil         | 6  | 4 | 0 | 2 | 13 | 8  | +5 | 8  |
| 4                   | Guinée         | 6  | 2 | 2 | 2 | 7  | 7  | 0  | 6  |
| Bị loại ở tứ kết    |                |    |   |   |   |    |    |    |    |
| 5                   | Úc             | 4  | 3 | 1 | 0 | 4  | 1  | +3 | 7  |
| 6                   | Ả Rập Xê Út    | 4  | 2 | 1 | 1 | 8  | 4  | +4 | 5  |
| 7                   | Hungary        | 4  | 2 | 1 | 1 | 5  | 3  | +2 | 5  |
| 8                   | Trung Quốc     | 4  | 2 | 1 | 1 | 8  | 7  | +1 | 5  |
| Bị loại ở vòng bảng |                |    |   |   |   |    |    |    |    |
| 9                   | Argentina      | 3  | 1 | 1 | 1 | 5  | 4  | +1 | 3  |
| 10                  | México         | 3  | 1 | 1 | 1 | 3  | 3  | 0  | 3  |
| 11                  | Ý              | 3  | 1 | 0 | 2 | 3  | 4  | –1 | 2  |
| 12                  | Hoa Kỳ         | 3  | 1 | 0 | 2 | 3  | 5  | –2 | 2  |
| 13                  | Bolivia        | 3  | 0 | 1 | 2 | 2  | 6  | –4 | 1  |
| 14                  | Cộng hòa Congo | 3  | 0 | 0 | 3 | 4  | 10 | –6 | 0  |
| 15                  | Qatar          | 3  | 0 | 0 | 3 | 2  | 8  | –6 | 0  |
| 16                  | Costa Rica     | 3  | 0 | 0 | 3 | 1  | 9  | –8 | 0  |